# Brasserie d’Achouffe

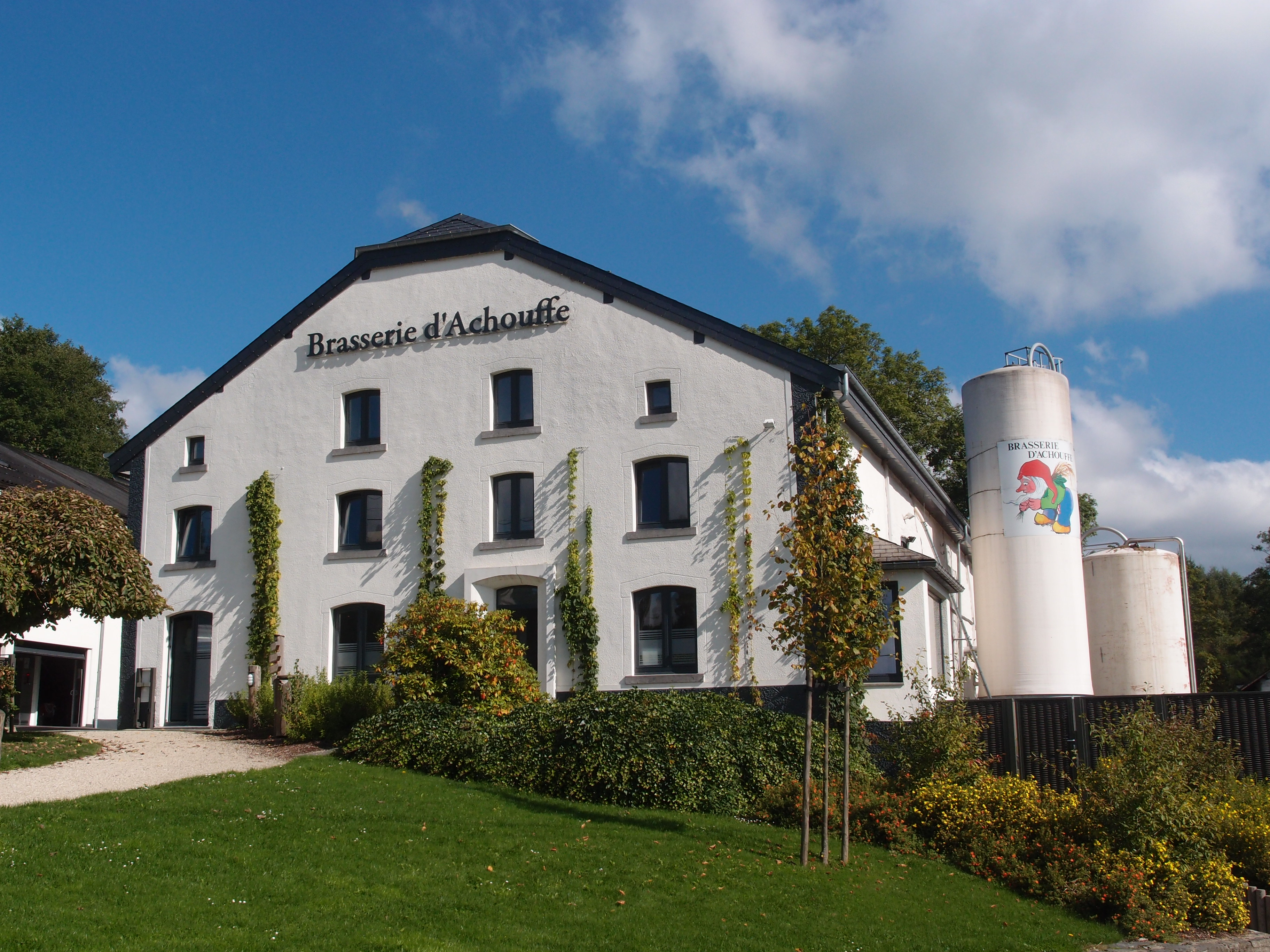
Brasserie d’Achouffe

Die Brasserie d’Achouffe ist eine belgische Bierbrauerei in der Gemeinde Houffalize im Arrondissement Bastogne der wallonischen Provinz Luxemburg.

## Geschichte

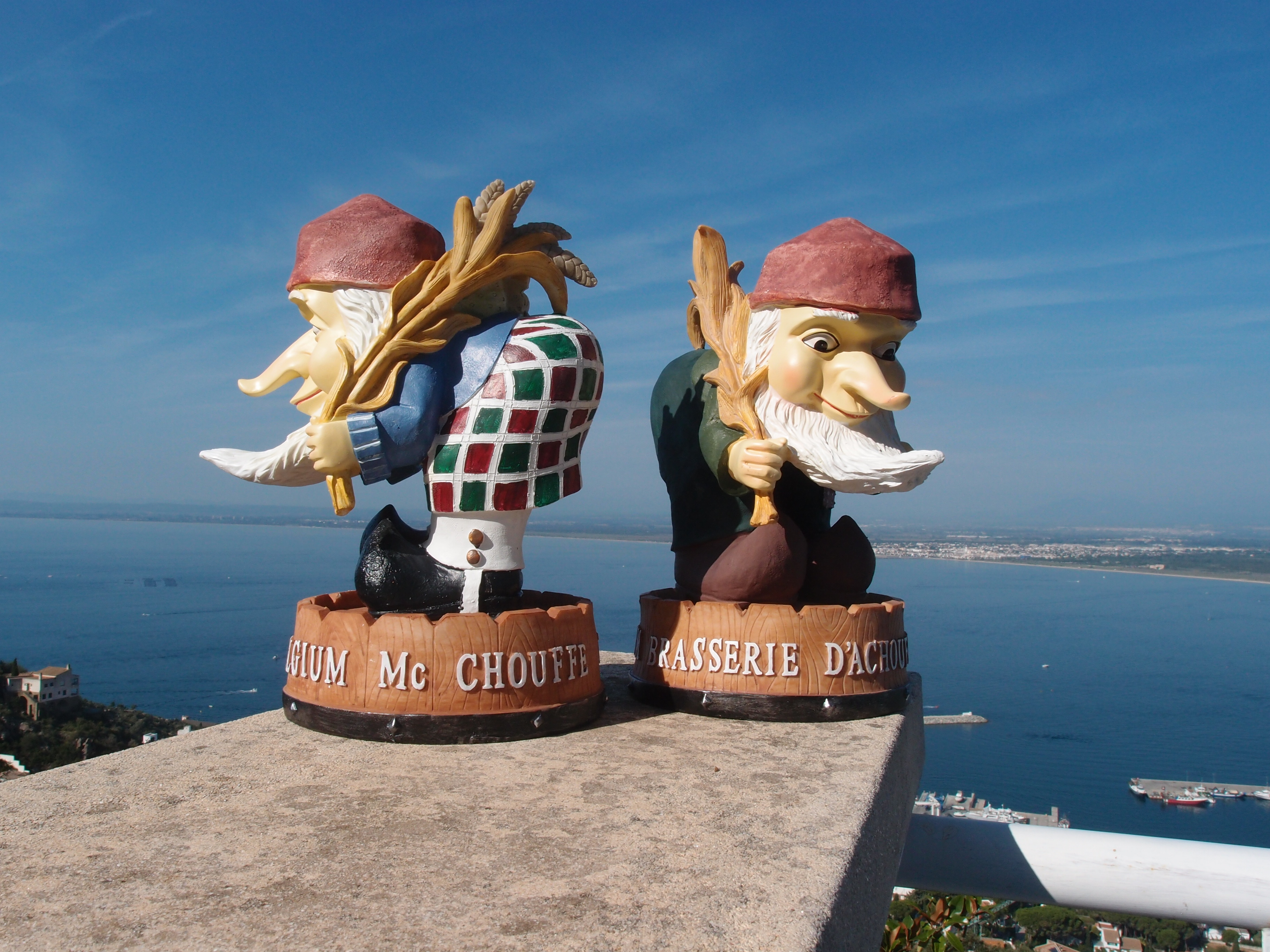
Die Zwerge La Chouffe und Mc Chouffe

Ende der 1970er Jahre  entschlossen sich Pierre Gobron und sein Schwager Chris Bauweraerts zunächst rein hobbymäßig eigenes Bier zu brauen. Am 29. März 1982 erfolgte dann die unternehmerische Betriebsgründung der Brauerei Brasserie d’Achouffe und die Produktion sowie der kommerzielle Vertrieb des hellen Starkbiers La Chouffe wurde aufgenommen. Angelehnt an die Legenden der Ardennen, wurde ein Zwerg zum Unternehmenslogo der Brauerei gewählt. Seit 1988 wird La Chouffe auch exportiert. Trinker, die das Bier regelmäßig genießen, sind meist an ihrem „Chouffewillo-Hut“ zu erkennen. Die alljährliche Party La Grande Choufferie am 2. Augustwochenende feiert die Geburt des Chouffe-Biers in einer geselligen und musikalischen Atmosphäre. Im September 2006 übernahm die Firmengruppe Duvel Moortgat die Privatbrauerei und das Handelssortiment wurde um weitere Biersorten und -marken erweitert; das internationale Vertriebsnetz wurde ebenfalls erheblich ausgebaut. Zusätzlich erfolgte die Aufnahme eines klaren Branntweins nach Grappa-Art sowie eines Kaffeelikörs in das Begleitsortiment der Biere.
Heute beschäftigt die Brasserie d’Achouffe etwa 23 Mitarbeiter, bei einem Jahresausstoß von etwa 300.000 Hektolitern, die in mehr als 72 Länder exportiert werden. Hauptabnehmer sind die Niederlande.

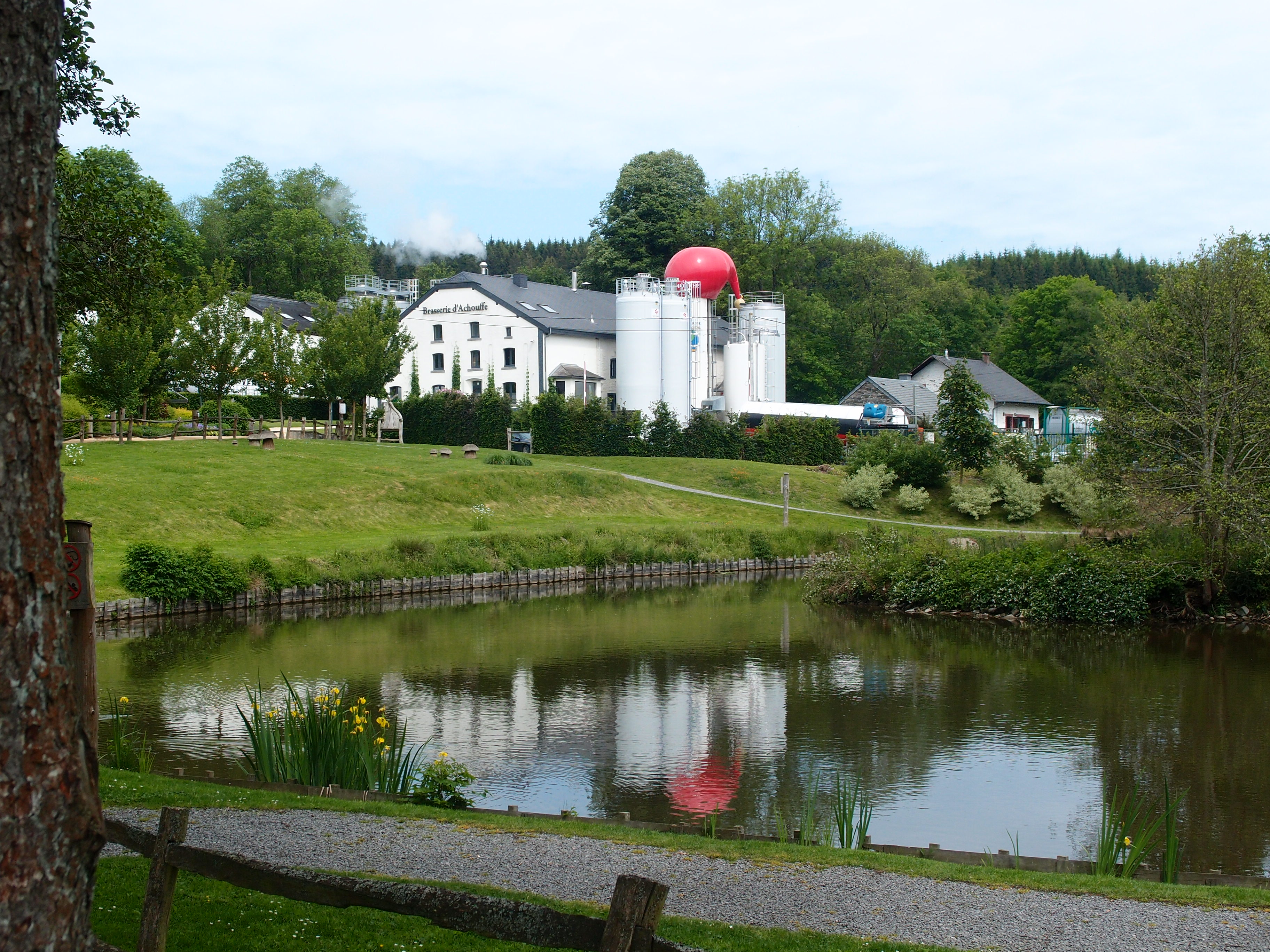
Gesamtansicht
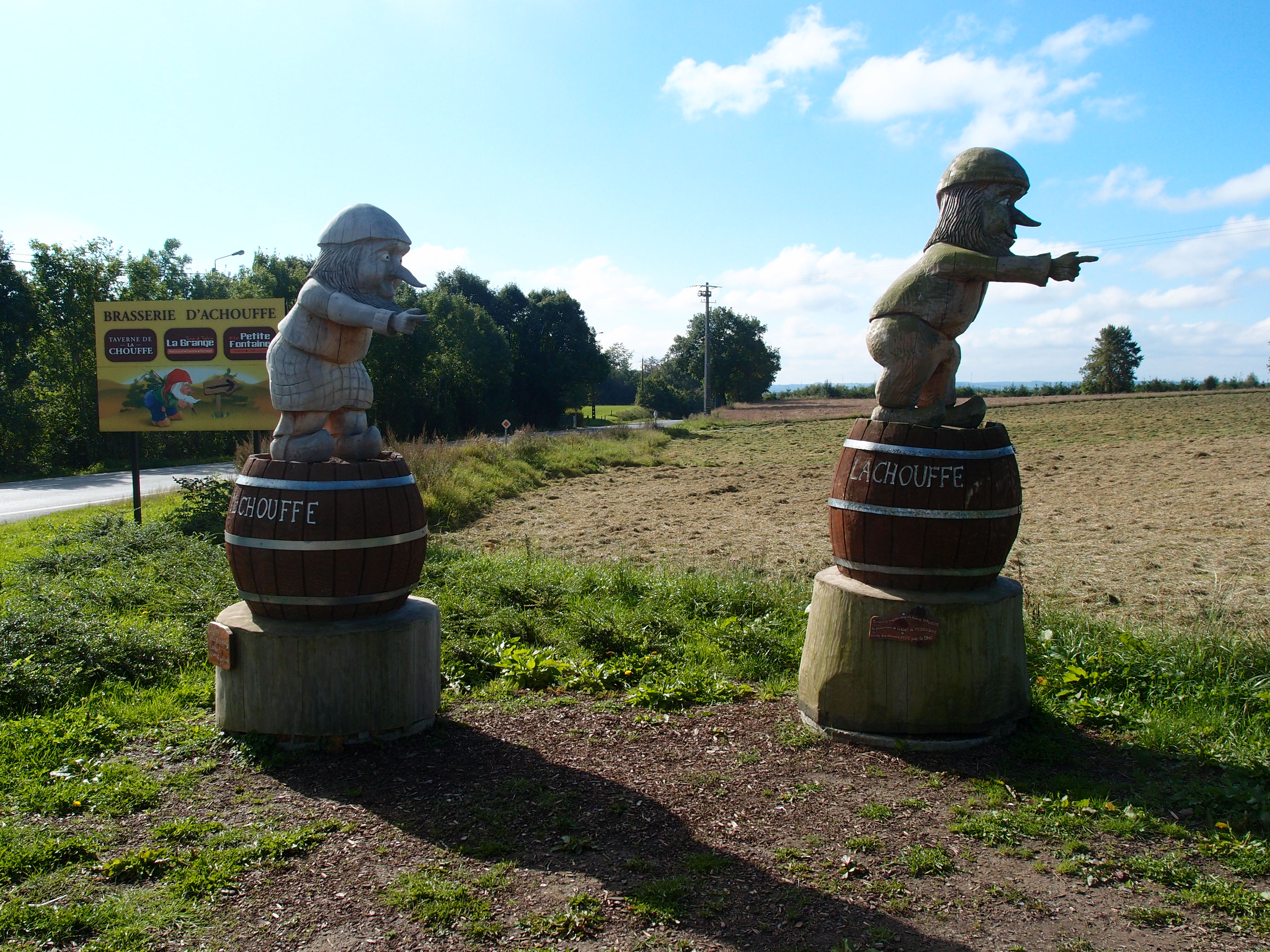
Wegweiser
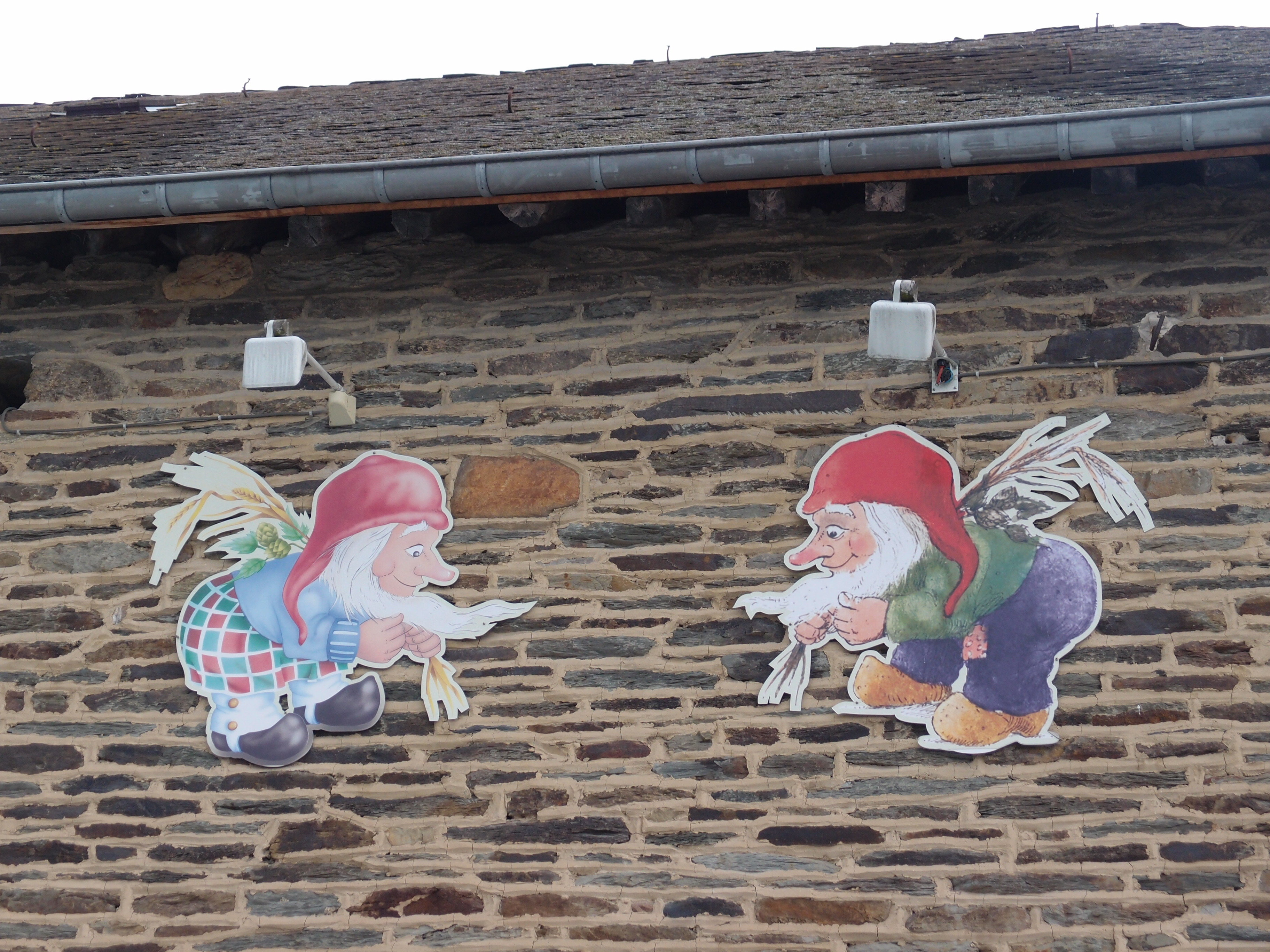
Außenwerbung
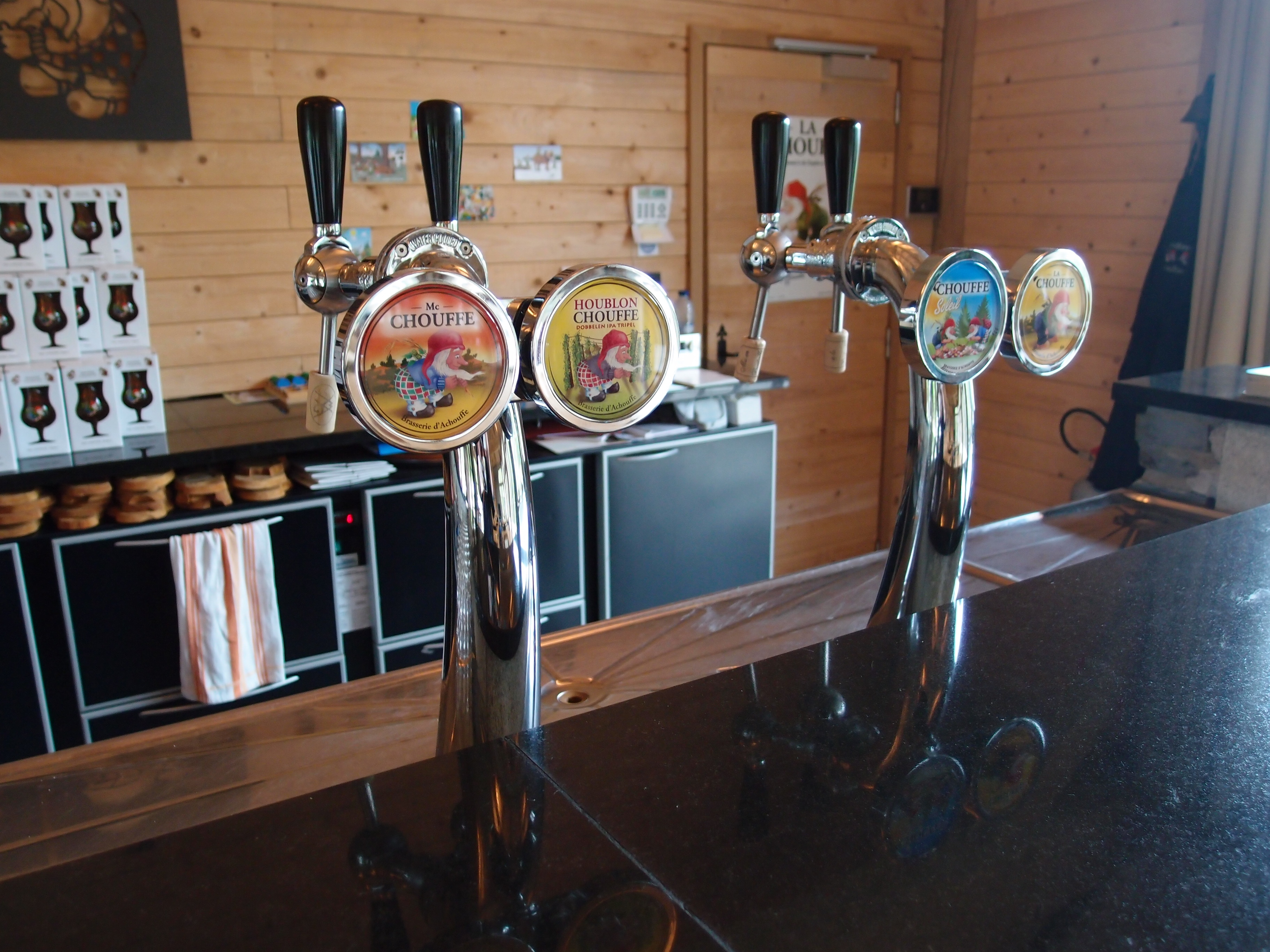
Zapfhähne

## Biersorten
- La Chouffe (8 %)
- Mc Chouffe (8 %)
- Chouffe Soleil (6 %)
- N'Ice Chouffe (10 %)
- Houblon Chouffe (9 %)
- Chouffe Bok 6666 (6,66 %)
- Cherry Chouffe (8 %)

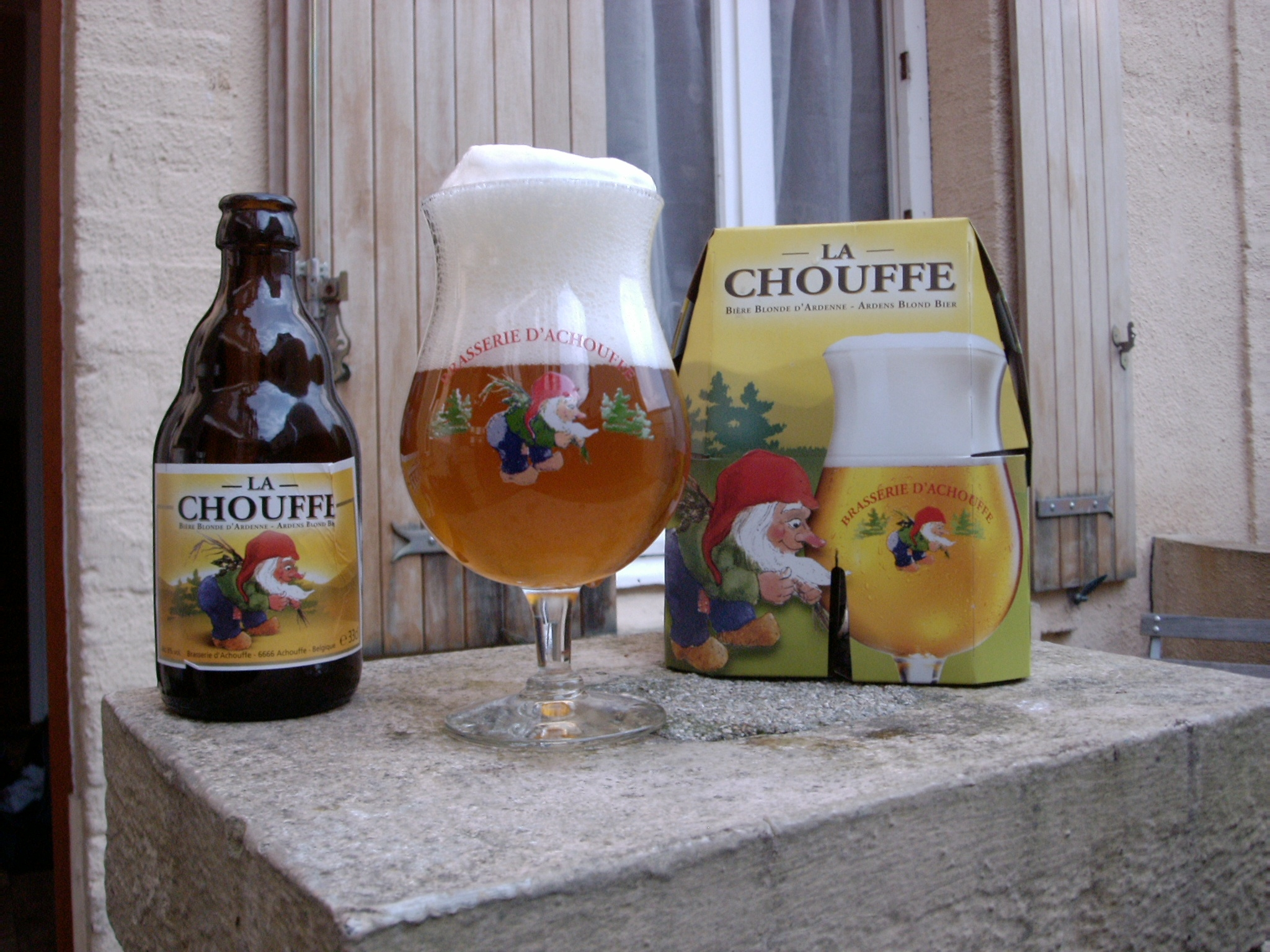
La Chouffe
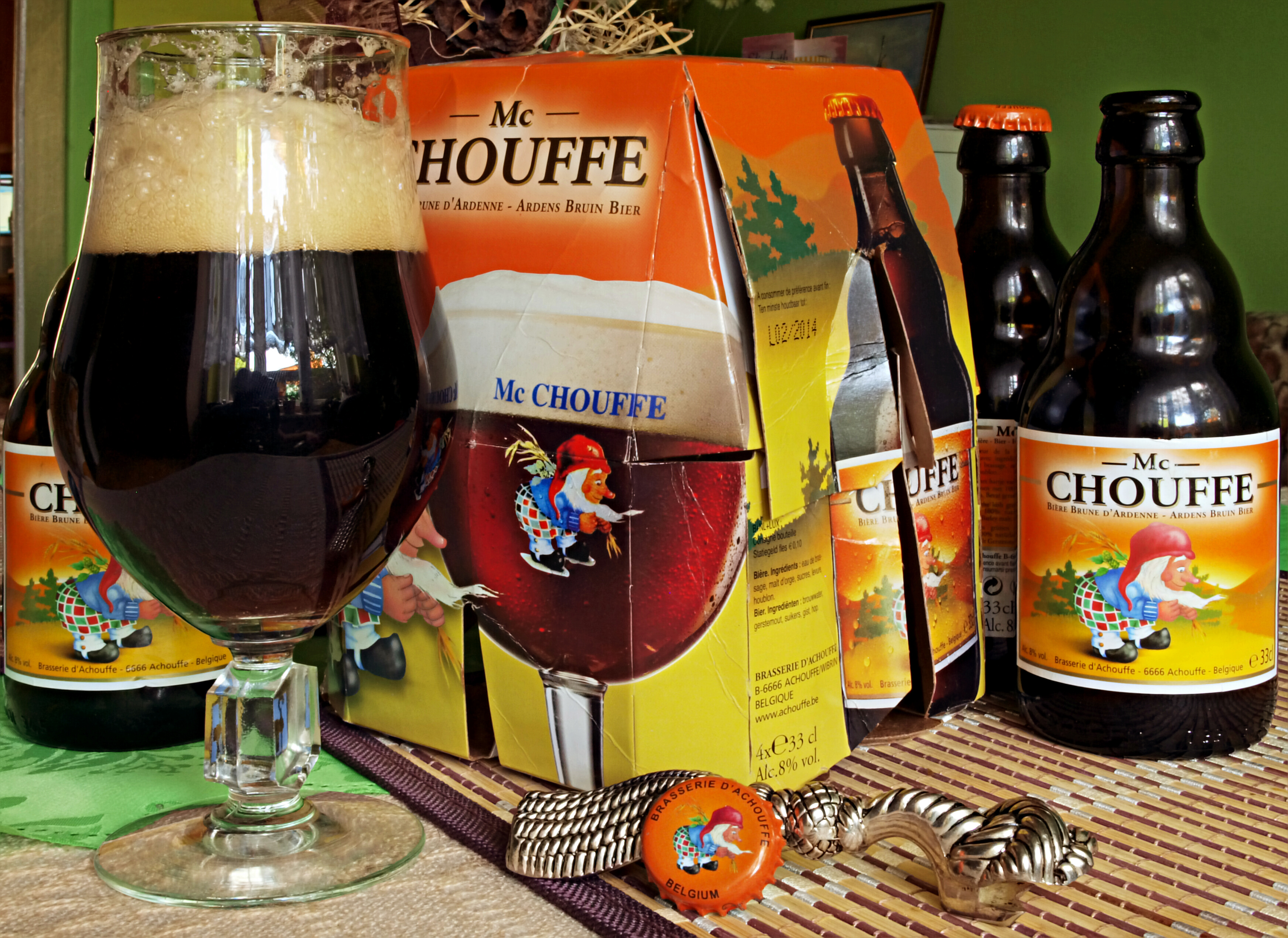
Mc Chouffe (Brune)
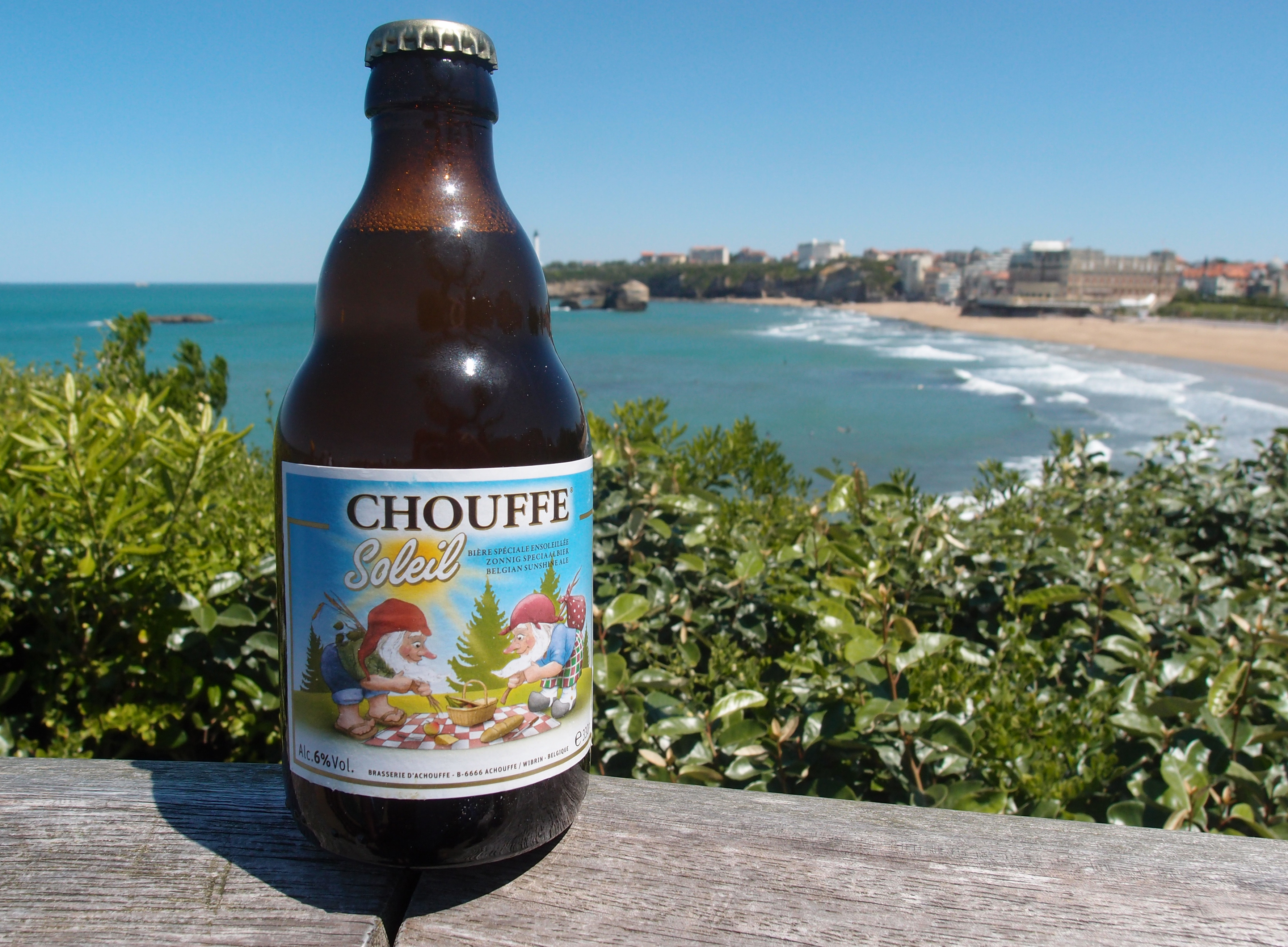
Chouffe Soleil
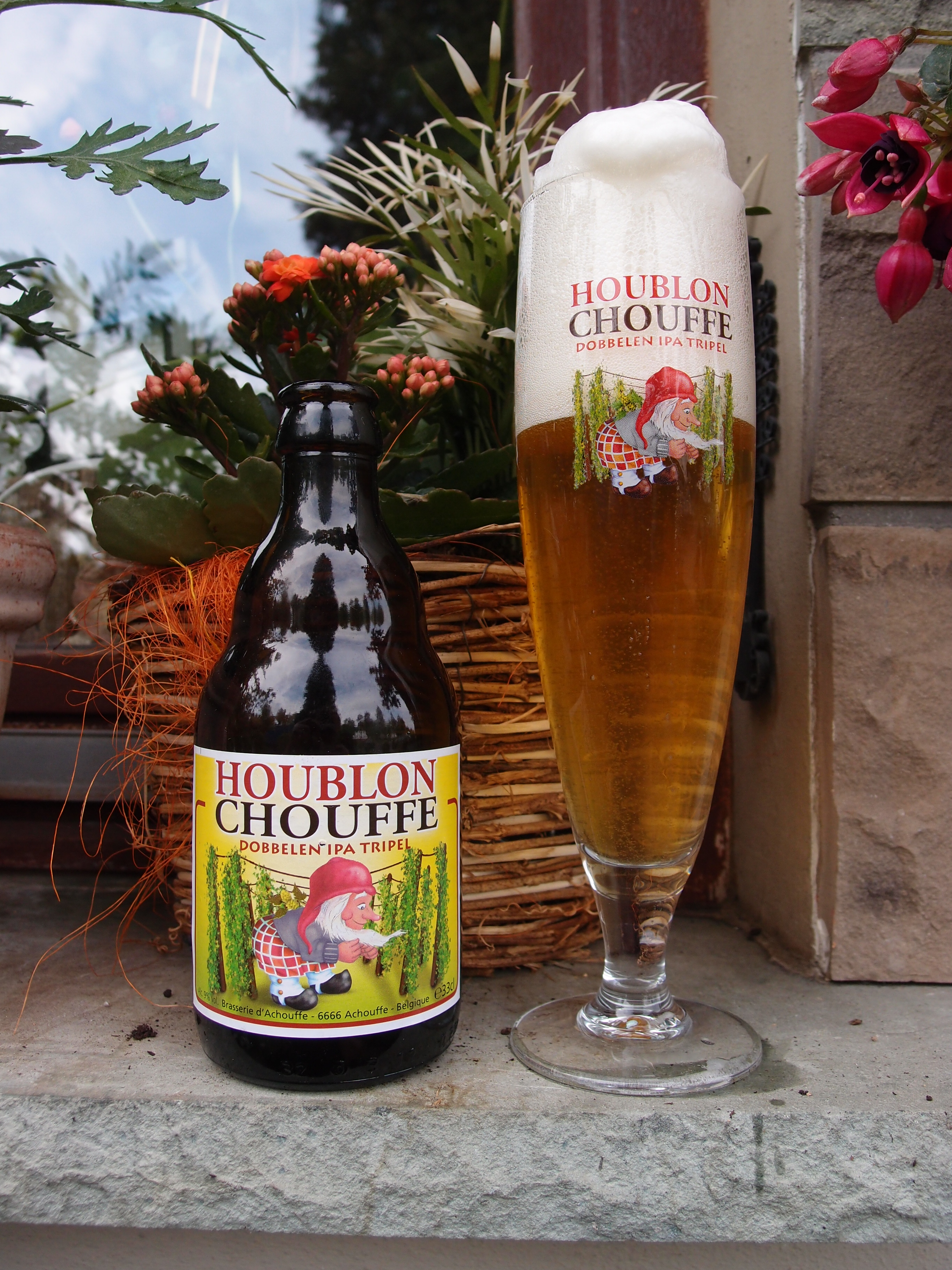
Houblon Chouffe
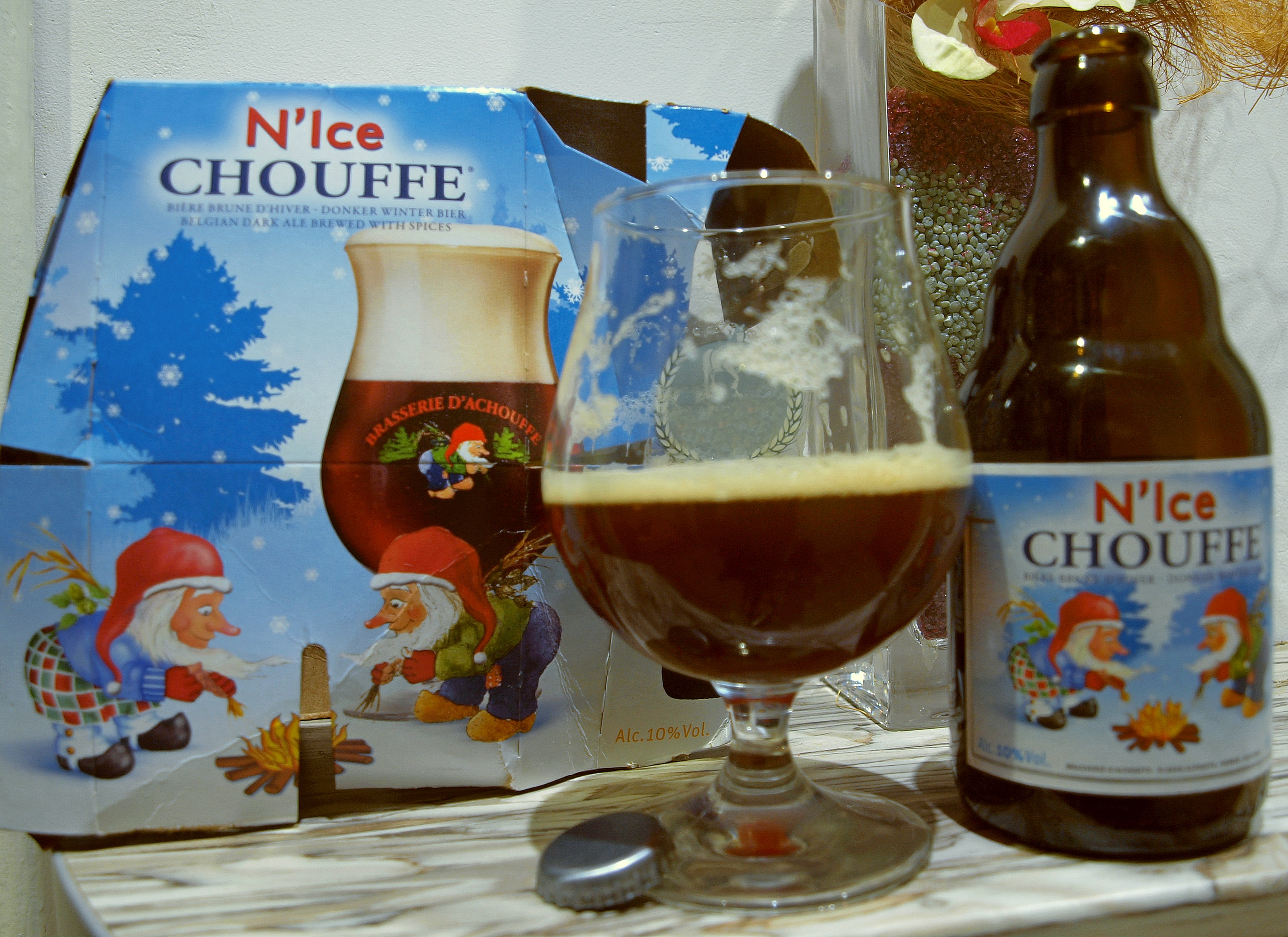
N'Ice Chouffe
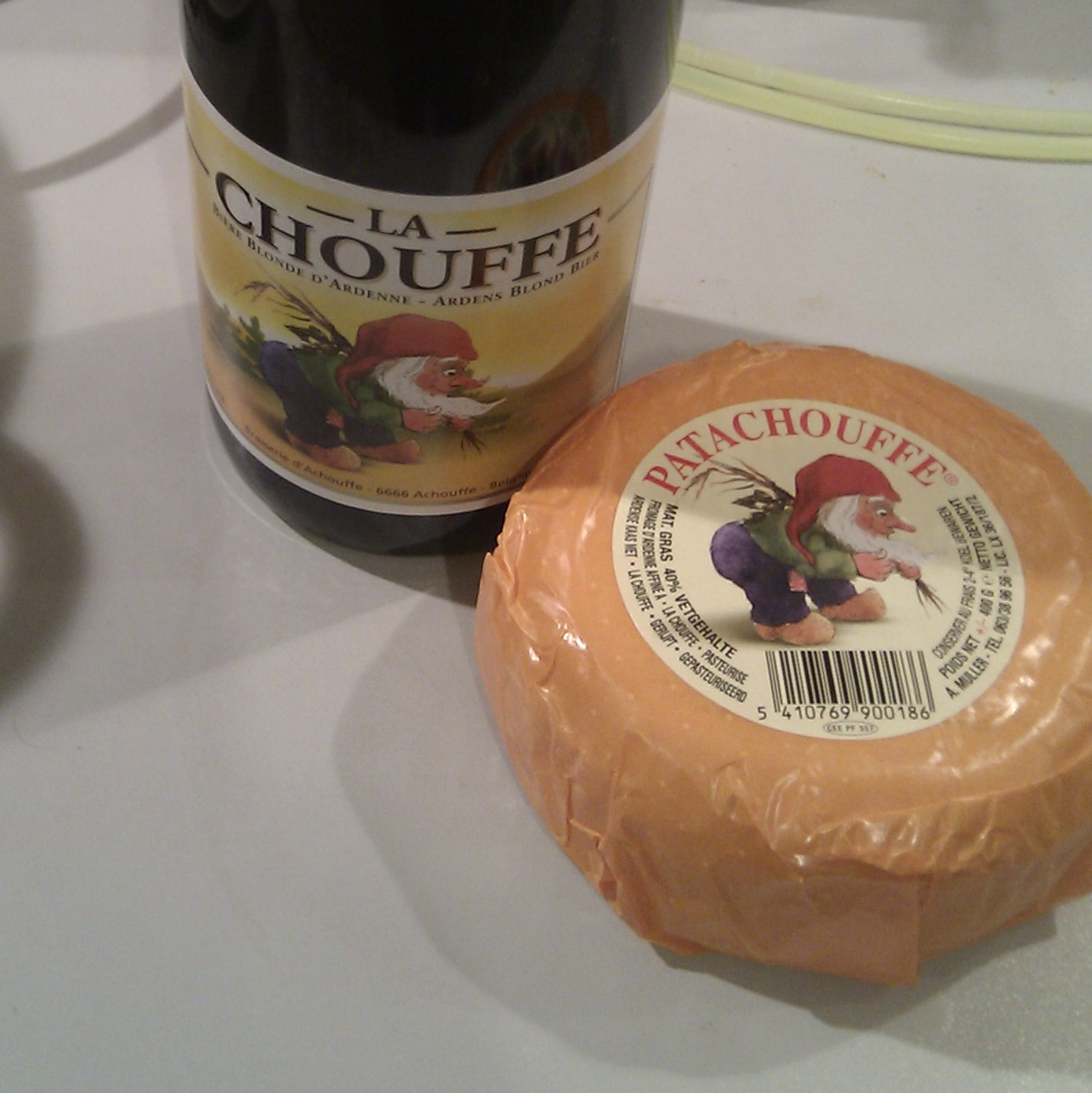
Patachouffe Käse

## Begleitsortiment

### Saisonale Spezialbiere
- Kwelchouffe  (8,5 %)
- Bière de Mars (7,5 %)
- Chateau d'Ychouffe (9 %)

### Branntwein und Likör
- Esprit d’Achouffe (40 %) Branntwein
- Chouffe Coffee (25 %) Kaffeelikör

### Andere Produkte
Patachouffe ist ein belgischer Käse, der nach dem Erfolg der Chouffe-Biere kreiert wurde. Es gibt auch Marcachouffe-Würste, die in Zusammenarbeit mit dem Ardennen-Räucherwursthersteller Marcassou hergestellt werden.